# Bisaltes poecilus
Bisaltes poecilus là một loài bọ cánh cứng trong họ Cerambycidae.